# Nino Katamadze
Nino Katamadze (en georgià: ნინო ქათამაძე i en rus: Нино Катамадзе; Kobuleti, 21 d'agost de 1972) és una cantant georgiana. Vocalista de jazz al si del grup Insight, l'artista que canta sobretot en georgià i en rus es va revelar internacionalment el 2006 gràcies al seu àlbum White.

## Discografia
- Ordinary Day
- Nino Katamadze & Insight
- Start new peaceful day (Live DVD)
- White (2006)
- Black (2006)
- Blue (2008)
- Red (2010)
- Green (2011)
- Yellow (2016)